# 1998年中国女子足球超霸杯
1998年中国女子足球超霸杯是1998年由中国足球协会主办的一项足球锦标赛，由1998年中国女子足球超级联赛、1998年中国女子足球联赛冠军上海上视对阵1998年中国女子足球联赛亚军广东海印。比赛于1998年12月27日在上海市的上海体育场举行。最终上海上视以2比0的比分击败广东海印。

## 赛事数据
| 1998年12月27日 14:50 UTC+8 |

| 上海上视     | 2 - 0 | 广东海印 |
| ------------ | ----- | -------- |
| 孙雯 67' 68' | 报告  |          |

| 上海，上海体育场 |